# Christoffer Gabel
Christoffer Gabel (6 janvier 1617 - 13 octobre 1673) est un homme d'État danois. Il est le père du vice-gouverneur général de Norvège, Frederik Gabel.

## Biographie
Il est né le 6 janvier 1617 à Glückstadt,. Son père, Wulbern ou Waldemar Gabel, à l'origine cartographe puis archiviste de Glückstadt, est tué lors du siège de la forteresse par l'armée impériale allemande en 1628. On ne sait rien de la jeunesse de Christoffer, mais il est certain qu'il a reçu une éducation universitaire. Le nom de Christoffer est mentionné pour la première fois en 1639, en tant que surveillant et comptable à la cour de l'archevêque de Brême, le duc Frédéric. Lorsque le duc monte sur le trône danois sous le nom de roi Frédéric III, Gabel le suit à Copenhague en tant que secrétaire privé et homme d'affaires, exerçant une grande influence sur le roi indécis.
Durant le bref intervalle de paix entre la première et la deuxième attaque du roi Charles X contre le Danemark, Gabel est employé dans plusieurs missions secrètes en Suède et il prend part aux conspirations qui aboutissent à la révolution autocratique de 1660. Bien qu'il ne soit pas à l'origine de la révolution, il est certainement le principal intermédiaire entre Frédéric III et les États conjoints dans la mystérieuse conspiration qui établit l'absolutisme au Danemark-Norvège. Ses activités lui valent la gratitude du roi tout au long de sa vie. Il est enrichi, anobli et nommé gouverneur de Copenhague en 1664. De 1660 à 1670, il est considéré comme la figure la plus influente de la cour et très largement employé dans les affaires financières et diplomatiques. Au début et au milieu des années 1660, il y a un cercle influent autour d'Hannibal Sehested, Frederik Ahlefeldt, Peter Bülche, Hans Svane, Jacob Petersen et Theodor Lente, qui s'opposent de plus en plus à Gabel. Durant cette période, il mène une politique étrangère pro- française tandis que sa politique intérieure est marquée par la paresse et la corruption.
À la mort de Frédéric III, en février 1670, le pouvoir de Gabel prend fin. Le nouveau souverain, Christian V, ne lui est pas favorable et les accusations contre Gabel affluent de toutes parts. Lorsqu'il est démis de ses fonctions le 18 avril 1670, le public ne manifeste aucune sympathie pour un homme qui s'est enrichi à une époque de pauvreté généralisée[réf. incomplète]. Il est déchu de tous ses titres et privilèges, à l'exception du contrôle financier des îles Féroé. Il passe le reste de sa vie à Copenhague et meurt le 13 octobre 1673. Il est enterré dans l'église Saint-Pierre.

## Sources
- Christian Bruun, "Gunde Rosenkrantz: Et Bidrag Til Danmarks Historie sous Frederik Den Tredie", 2008, (ISBN 0-559-24640-4) Édition Google Livres
- Carl Frederik Bricka, "Dansk biografisk Lexikon : Tome V : Faaborg - Gersdorff", Copenhague, 1891 Édition en ligne
- Anders Thiset, " Danmarks Adels Aarbog : Tome X, Dansk Adelsforening, 1893
- (en) « Christoffer Gabel », dans Encyclopædia Britannica [détail de l’édition], vol. 11, 1911 (lire sur Wikisource), p. 378.